# Nätkobben (Kumlinge/Vårdö, Åland)
Nätkobben är skär i Åland (Finland). De ligger i Skärgårdshavet och i kommunerna Kumlinge och Vårdö i landskapet Åland, i den sydvästra delen av landet. Öarna ligger omkring 48 kilometer nordöst om Mariehamn och omkring 240 kilometer väster om Helsingfors.  Kommungränsen mellan Vårdö och Kumlinge går över Nätkobben. Största delen ligger i Kumlinge medan bara en bit av den västra stranden ligger i Vårdö.
Arean för den av öarna koordinaterna pekar på är 0,8 hektar och dess största längd är 160 meter i nord-sydlig riktning. Trakten är glest befolkad. Det finns inga samhällen i närheten.